# Fanfare for the Warriors
Fanfare for the Warriors – studyjny jazzowy albumu Art Ensemble of Chicago nagrany we wrześniu 1973 i wydany w tym samym roku przez firmę Atlantic.

## Historia i charakter albumu
Album ten był pierwszą studyjną płytą nagraną dla firmy Atlantic, z którą zespół podpisał kontrakt w 1972 r., ale zerwał go w 1974 r., gdyż zamierzał otworzyć swoją własną firmę nagrywającą. Następny ich album – Kabalaba – został już wydany przez ich firmę płytową AECO i został nagrany podczas ich koncertu na Montreux Jazz Festival w 1974 r.
Sesje trwały 3 dni i album został nagrany w dniach od 6 do 8 września 1973 r. Po raz pierwszy do nagrania płyty zespół dobrał muzyka-gościa – był nim pianista Muhal Richard Abrams z Experimental Band, który w początkach działalności AEC był ich mentorem i protektorem.
Jak zwykle – album ten zawiera partie instrumentalne i wokalne. Najważniejszą partią wokalną jest recytacja przez Josepha Jarmana mitolgicznego poematu, którego bohaterem jest Odwalla, w utworze "Illistrum" Favorsa. Kompozycja ta jest także przykładem połączenia pianistycznej techniki Abramsa z perkusyjnymi partiami w wykonaniu AEC.
"Barnyard Scuffel Shuffel" Bowiego rozwija się dość specyficznie, bo poprzez freejazzową formę dochodzi do freebopu, aby ustalić się w zbliżonej do bluesa partii końcowej, co może być wyrażeniem szacunku dla tradycji.
"Nonaah" Mitchella eksploatuje technikę staccato, najpierw w opozycji, a następnie unisono. Na tym tle Mitchell wykonuje swoje sola saksofonowe ale wykorzystuje także kwartet saksofonowy, kwartet smyczkowy i orkiestrę.
"Fanfare for the Warriors" – tytułowy utwór albumu, a więc traktowany jako główny, jest kompozycją Jarmana. Kompozycja ta rozpoczyna się przyjemną melodią, aby dojść do dzikiego i niezwykle gwałtownego sola saksofonowego, którego można by oczekiwać od Sandersa lub Petera Brötzmanna.
"What's to Say" Jarmana lekko nawiązuje do brzmienia muzyki Karaibów, składając także hołd ostatniemu okresowi twórczości Johna Coltrane'a.
"Tnoona" Mitchella odzwierciedla jego zainteresowanie współczesną techniką kompozytorską z kręgu tzw. muzyki poważnej.
"The Key" Mitchella jest lirycznym i nostalgicznym utworem, nie pozbawionym jednak pewnego sardonicznego tonu, zwłaszcza słyszalnego w partii wokalnej tej krótkiej kompozycji.
Po nagraniu tego albumu zespół praktycznie zniknął na pięć lat. Pojawił się dopiero w 1979 r. z albumem Nice Guys nagranym dla firmy ECM. Była to pierwsza z czterech płyt nagranych dla tej firmy.

## Muzycy
- Lester Bowie – trąbka, skrzydłówka
- Roscoe Mitchell – saksofony sopranowy, altowy i piccolo; saksofon basowy (1)
- Joseph Jarman – saksofony altowy, tenorowy i flet; recytacja "Illistrium"
- Malachi Favors Maghostut – kontrabas
- Famoudou Don Moye – instrumenty perkusyjne
- Muhal Richard Abrams – fortepian

"Illistrium" – gongi, instrumenty perkusyjne i wokal w wykonaniu całego zespołu
"The Key" – wokal w wykonaniu całego zespołu

## Spis utworów
| 1. | Illistrum (Malachi Favors)               | 8:14  |
|    |                                          |       |
| 2. | Barnyard Scuffel Shuffel (Lester Bowie)  | 5:08  |
|    |                                          |       |
| 3. | Nonaah (Roscoe Mitchell)                 | 5:41  |
|    |                                          |       |
| 4. | Fanfare for the Warriors (Joseph Jarman) | 7:56  |
|    |                                          |       |
| 5. | What's to Say (Joseph Jarman)            | 3:59  |
|    |                                          |       |
| 6. | Tnoona (Roscoe Mitchell)                 | 6:21  |
|    |                                          |       |
| 7. | The Key (Roscoe Mitchell)                | 1:15  |
|    |                                          |       |
|    |                                          | 38:34 |
|    |                                          |       |

## Opis płyty
- Producent (oryginał) – Michael Cuscuna
- Producenci (reedycja firmy KOCH Jazz) – Donald Elfman i Naomi Yoshii
- Data nagrań – 6–8 września 1973
- Miejsce nagrania – Paragon Studios, Chicago, Illinois
- Inżynier nagrywający – Christian Sabold
- Mastering – Gene Paul
- Studio – DB Plus, Nowy Jork
- Inżynier Sonic Solution – Mark Fellows
- Ilustracja na okładce – Christian Piper/Pushpin Studio
- Projekt – Basil Pao
- Kierownictwo artystyczne – Bob Defrin
- Projekt wznowienia – Victoria Galinkin
- Czas – 38:34
- Firma nagraniowa

Atlantic (1973) USA
Numer katalogowy – 1651
- Wznowienie – 1998

KOCH Jazz USA
Numer katalogowy – KOC-CD-8501